# Pagarsari
Pagarsari is een bestuurslaag in het regentschap Musi Rawas van de provincie Zuid-Sumatra, Indonesië. Pagarsari telt 643 inwoners (volkstelling 2010).